# FC Lorient
Football Club de Lorient-Bretagne Sud – francuski klub piłkarski z siedzibą w Lorient.

## Historia
Klub FC Lorient założony został w 1926 roku. Największy sukces to zdobycie Pucharu Francji w 2002. W sezonie 2006/2007 klub wystąpił jako beniaminek w Ligue 1.

## Osiągnięcia
- Puchar Francji: 2002

## Obecny skład
Stan na: 17 lipca 2025 r.
| Nr | Poz. | Piłkarz             |
| -- | ---- | ------------------- |
| 1  | BR   | Benjamin Leroy      |
| 2  | OB   | Igor Silva          |
| 3  | OB   | Montassar Talbi     |
| 4  | OB   | Formose Mendy       |
| 6  | PO   | Laurent Abergel ()  |
| 8  | PO   | Noah Cadiou         |
| 9  | NA   | Mohamed Bamba       |
| 10 | NA   | Pablo Pagis         |
| 11 | PO   | Théo Le Bris        |
| 12 | NA   | Bamba Dieng         |
| 17 | PO   | Jean-Victor Makengo |
| 20 | OB   | Dembo Sylla         |
| 21 | PO   | Julien Ponceau      |

| Nr | Poz. | Piłkarz           |
| -- | ---- | ----------------- |
| 24 | OB   | Gédéon Kalulu     |
| 27 | NA   | Aiyegun Tosin     |
| 28 | NA   | Sambou Soumano    |
| 32 | OB   | Nathaniel Adjei   |
| 44 | OB   | Darlin Yongwa     |
| 62 | PO   | Arthur Avom       |
| 75 | PO   | Bandiougou Fadiga |
| 77 | OB   | Panos Katseris    |
| 93 | PO   | Joel Mvuka        |
| 95 | OB   | Isaak Touré       |
| 99 | NA   | Bassirou N'Diaye  |
|    | NA   | Siriné Doucouré   |

### Piłkarze na wypożyczeniu
| Nr | Poz. | Piłkarz                           |
| -- | ---- | --------------------------------- |
| -- | OB   | Bradley Mazikou (w USL Dunkerque) |

## Europejskie puchary
Legenda do wszystkich tabel:
- Q – runda eliminacyjna, 1/16, 1/8, 1/4, 1/2 – odpowiednia faza rozgrywek, Grupa – runda grupowa, 1r gr – pierwsza runda grupowa, 2r gr – druga runda grupowa, F – finał, R – runda, PO – play-off
- k. – rzuty karne, los. – losowanie, Dogr. – dogrywka, w. – zasada bramek strzelonych na wyjeździe

| Sezon   | Rozgrywki   | Runda | Przeciwnik  | Dom | Wyjazd | Ogólnie |
| ------- | ----------- | ----- | ----------- | --- | ------ | ------- |
| 2002/03 | Puchar UEFA | 1R    | Denizlispor | 3–1 | 0–2    | 3–3, w. |